# 23. veljače
23. veljače (23. 2.) 54. je dan godine po gregorijanskom kalendaru.
Do kraja godine ima još 311 dana (312 u prijestupnoj godini).

## Događaji
- 303. – Rimski car Dioklecijan izdao edikt o kršćanima čime počinje njihov progon.
- 1267. – Nakon Zlatne bule za plemiće, kralj Bela IV. oslobodio je sve zagrebačke građane plaćanja tridesetine.
- 1875. – Johann Palisa u pulskoj zvjezdarnici otkrio asteroid 143 Adria.
- 1903. – Kuba je dala Zaljev Guantánamo u vječan najam Sjedinjenim Državama.
- 1944. – Staljin je izdao zapovijed da se svi Čečeni presele u Kazahstan. Velik dio od njih pola milijuna pritom je ubijen.
- 1945. – Joe Rosenthal je napravio fotografiju, koja je osvojila Pulitzerovu nagradu, Podizanje zastave na Iwo Jimi, slika koja je kasnije reproducirana kao U.S. Marine Corps War Memorial
- 1947. – Osnovana je Međunarodna organizacija za standardizaciju, odgovorna za industrijske i komercijalne ISO standarde širom svijeta.
- 1956. – Norma Jeane Mortenson promijenila ime u Marilyn Monroe.
- 1981. – U Španjolskoj izveden pokušaj državnog udara.
- 1992. – Zatvorene zimske olimpijske igre u Albertvillu.
- 1998. – Objavljen prvi Madonnin singl Frozen
- 2008. – Na pisti zračne luke u Guamu srušio se B-2 Spirit nadimka "Spirit of Kansas"

| - 1443. – Matija Korvin, hrvatsko-ugarski kralj († 1490.) - 1580. – Elizabeta Magdalena, njemačka plemkinja i vojvotkinja od Pomorja († 1649.) - 1685. – George Friedrich Händel, njemački skladatelj († 1759.) - 1744. – Mayer Amschel Rothschild, njemačko-židovski bankar († 1812.) - 1752. – Šimon Knefac, hrvatski pisac iz Gradišća († 1819.) - 1878. – Kazimir Maljevič, ukrajinsko-ruski slikar - 1883. – Karl Jaspers, njemački filozof i psihijatar († 1969.) - 1884. – Kazimir Funk, poljski biokemičar († 1967.) - 1899. – Erich Kästner, njemački književnik († 1974.) - 1899. – Victor Fleming, američki filmski redatelj († 1949.) - 1899. – Norman Taurog, američki filmski redatelj († 1981.) - 1902. – Otokar Keršovani, hrvatski publicist († 1941.) - 1914. – Slavko Macarol, hrvatski geodet, rektor Sveučilišta u Zagrebu (†1984.) - 1922. – Kata Šoljić, junakinja Domovinskog rata, simbol patnje i hrabrosti († 2008.) - 1923. – Franco Zeffirelli, talijanski filmski i operni redatelj († 2019.) - 1937. – Ivo Bego, hrvatski nogometaš - 1938. – Jiří Menzel, češki redatelj († 2020.) - 1942. – Michael Haneke, austrijski redatelj i scenarist - 1954. – Viktor Juščenko, ukrajinski predsjednik - 1954. – Dragan Matutinović, hrvatski vaterpolski trener - 1961. – Ivan "Ivica" Vdović VD, srbijanski rock-glazbenik, bubnjar EKV-a († 1992.) - 1965. – Helena Sukova, čehoslovačka tenisačica - 1994. – Dakota Fanning, američka glumica - 1997. – Konstantin Harkov, ruski i hrvatski vaterpolist | - 943. – Herbert II. od Vermandoisa, francuski plemić - 1100. – Zhezong, kineski car (* 1077.) - 1447. – Eugen IV., papa - 1603. – François Viète, francuski matematičar (* 1540.) - 1792. – Joshua Reynolds, engleski slikar (* 1723.) - 1821. – John Keats, engleski pjesnik (* 1795.) - 1848. – John Quincy Adams, američki političar i predsjednik (* 1768.) - 1855. – Carl Friedrich Gauss, njemački matematičar (* 1777.) - 1866. – Laurent-Pierre de Jussieu – francuski pisac, geolog i pedagog (* 1792.) - 1908. – Friedrich von Esmarch, njemački liječnik (* 1823.) - 1934. – Edward Elgar, engleski skladatelj (* 1857.) - 1942. – Stefan Zweig, austrijski književnik (* 1881.) - 1973. – Dickinson W. Richards, američki liječnik i nobelovac (* 1895.) - 2000. – Sir Stanley Matthews, engleski nogometaš i trener (* 1915.) - 2000. – Ofra Haza, izraelska pjevačica (* 1957.) - 2003. – Robert K. Merton, američki sociolog (* 1910.) - 2008. – Janez Drnovšek, slovenski političar i državnik (* 1950.) - 2008. – Paul Frère, belgijski športski novinar (* 1917.) - 2012. – Marko Ruždjak, hrvatski akademik i skladatelj (* 1946.) - 2016. – Slobodan Lang, hrvatski političar, liječnik i humanitarac (* 1945.) - 2020. – Amr Fahmy, egipatski nogometni dužnosnik (* 1983.) |

## Blagdani i spomendani
- Sveti Polikarp

## Imendani
- Polikarp
- Romana
- Grozdan